# Jane Manske
Jane Manske (* 19. Dezember 1910 in New Orleans, Louisiana; † 30. Mai 1989 in Escondido, Kalifornien als Jane Fauntz) war eine US-amerikanische Schwimmerin und Wasserspringerin.

## Karriere
Manske wurde als Jane Fauntz in New Orleans geboren. Sie wuchs in Chicago auf, wo sie die Hyde Park High School besuchte. Aufgrund eines Verbots für Frauen im Staat Illinois konnte Manske, die das Schwimmen für sich entdeckt hatte, nicht an Schwimmwettbewerben der High Schools teilnehmen. Sie schloss sich daraufhin erst dem Hirsch Center und später dem Illinois Women’s Athletic Club als Schwimmerin und Turmspringerin an.
Sechs Monate vor den Ausscheidungswettkämpfen für die olympischen Spiele 1928 in Amsterdam verletzte sich Manske bei einem Autounfall schwer. Sie schaffte es trotzdem, sich für die Spiele zu qualifizieren, schied jedoch im Halbfinale des Brustschwimmwettbewerbs über 200 Meter aus.
Im Jahr 1929 schaffte Manske das Kunststück, bei den nationalen Wettbewerben der Amateur Athletic Union sowohl den Wettbewerb vom 1-Meter-Brett zu gewinnen als auch den Titel über 100 Meter Brust zu erringen.
An den Olympischen Sommerspielen 1932 in Los Angeles nahm Manske in ihrer Paradedisziplin, dem Turmspringen teil. Sie führte vom 3-Meter-Brett nach den Pflichtsprüngen an, rutschte aber nach einem misslungenen Kürsprung noch auf Platz 3 ab und errang am Ende hinter ihren Landsfrauen Georgia Coleman und Katherine Rawls Bronze. Die USA konnten bei diesen Olympischen Spielen alle Medaillen im Wasserspringen erringen.
Manske schaffte es, aus dem sportlichen Erfolg Kapital zu schlagen. Neben Auftritten als Model und als Werbeträgerin für diverse Artikel nahm sie an Wasser-Shows teil. Während einer dieser Auftritte bei der Weltausstellung 1933 in Chicago lernte sie ihren späteren Mann, den Football-Spieler Edgar Manske kennen (1912–2002), den sie 1936 heiratete.
Während ihr Mann während des Zweiten Weltkrieges in die Navy eingezogen wurde, betätigte Manske sich künstlerisch. Später war sie an der Los Lomas High School in Walnut Creek, Kalifornien als Kunstlehrerin aktiv, wobei sie währenddessen auch das Männer-Sprungteam der Schule betreute.
Manske starb im Jahr 1989 an Leukämie. Sie wurde posthum in die International Swimming Hall of Fame aufgenommen.